# Schlesisches Pastoralblatt
Das Schlesische Pastoralblatt war eine katholische Fachzeitschrift. Sie erschien halbmonatlich bzw. monatlich von 1880 bis 1929 im Verlag der G. P. Aderholz' Buchhandlung in Breslau.

## Inhalt
Der zeitgenössische Kirchenhistoriker Albert Ehrhard ordnete das Schlesische Pastoralblatt bei seiner Einteilung der periodischen Organe zur Katholischen Theologie in die systematisch-praktische Gruppe, Teilbereich Pastoraltheologie ein. Neben Problemstellungen der Praktischen Theologie erschienen in der Zeitschrift aber auch beispielsweise Artikel über die Geschichte der Diözese Breslau und christliche Kunst. Das Schlesische Pastoralblatt veröffentlichte zudem die Verordnungen des Fürstbischöflichen General-Vicariat-Amts sowie Meldungen über verstorbene Geistliche, Anstellungen und Beförderungen in der Diözese Breslau. 
Die Zeitschrift enthielt Inserate und wurde zu Preisen wie drei Mark pro Jahrgang verkauft.

## Geschichte
Das Schlesische Pastoralblatt wurde von August Meer (1841–1895) begründet und ab 1880 herausgegeben. Meer war nach seiner Priesterweihe erst Kaplan in Zobten und Breslau sowie ab 1866 Präfekt am Fürstbischöflichen Knabenseminar in Breslau. Neben seiner seelsorgerischen und pädagogischen Arbeit betätigte er sich als Historiker. Vor Erscheinen des Schlesischen Pastoralblatts gab es bereits eine ähnliche Publikation, das von Joseph Sauer und Matthias Thiel begründete Schlesische Kirchenblatt (1835 bis 1885). Meer hatte vorausgesehen, dass diese Zeitschrift, deren Zielgruppe alle Katholiken waren, sich nach der Etablierung des konkurrierenden Tagesblattes Schlesische Volkszeitung nicht auf dem Markt halten können würde. Das Schlesische Pastoralblatt bildete sich in dieser Situation zu einer Fachzeitschrift für den Klerus zurück.
Nach Meers Tod übernahm der Theologe Carl Seltmann 1895 die Redaktion. Er war Domkapitular in Breslau wie auch die nachfolgenden Redakteure bzw. Herausgeber des Blattes, Anton Bergel (1855–1923) und Rudolph Buchwald. Zuletzt gab von 1922 bis 1929 der Theologe Franz Schubert das Blatt heraus.
Die Nachfolgezeitschrift Ostdeutsches Pastoralblatt, in der auch das Pastoralblatt für die Diözese Ermland aufging, erschien noch bis 1943.